# Stesser Burg
Die Stesser Burg ist ein an der Ruhr gelegener, bewaldeter Berg in Meschede auf 326,7 m Meereshöhe. Auf ihm befindet sich die gleichnamige Wallburg.

## Lage

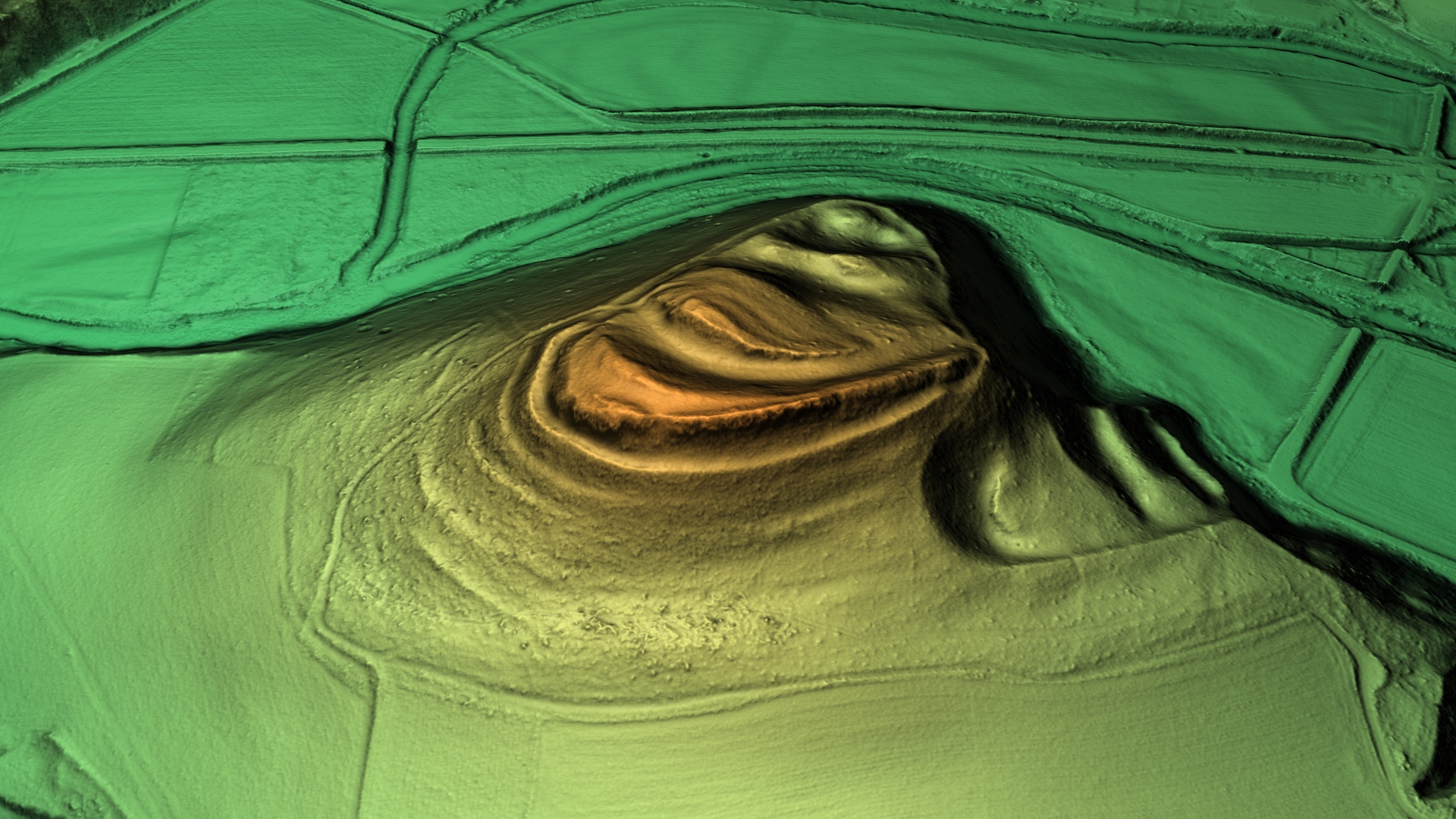
3D-Ansicht des digitalen Geländemodells

Der Berg liegt nördlich der im Tal der Kelbke gelegenen Orte Stesse und Calle, Stadt Meschede. Der Berg ist Teil des 160,7 Hektar großen Naturschutzgebiets Ruhrtal bei Laer und zum größten Teil mit Rotbuchenwald bedeckt.

## Wallburg

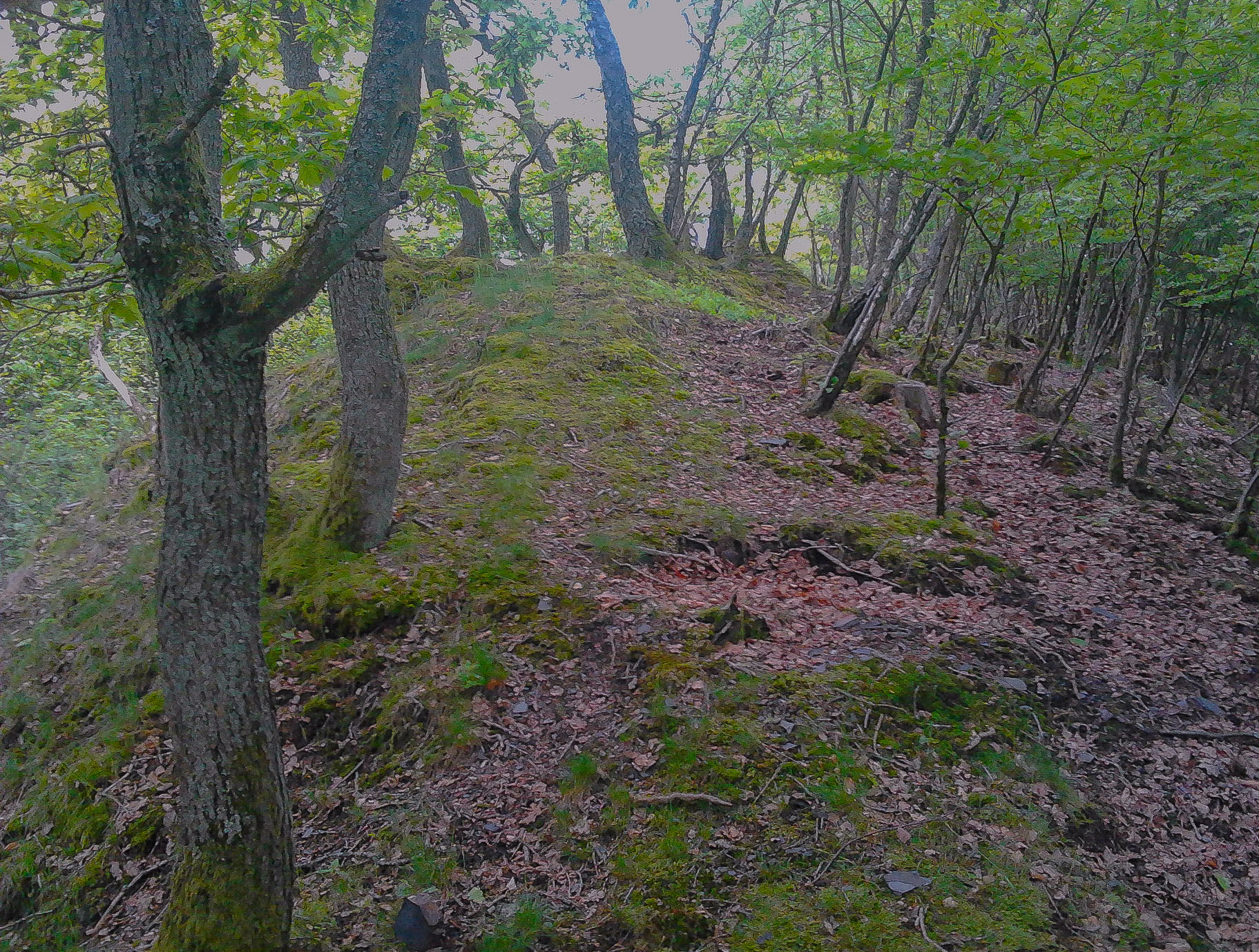
Innenwall im Süden der Stesser Burg

Der Wall der äußeren Befestigungslinie umfasst die gesamte Bergkuppe mit einer Fläche von 2,4 ha. An der Südhälfte sind zusätzlich Terrassen, Wälle und Gräben vorgelagert. Im Inneren befinden sich vier das Areal unterteilende Wälle. Da die beiden südlichen bogenförmig ausgebildet sind, erscheint es möglich, dass sie ursprünglich zu einer älteren Bauphase der Anlage gehörten. Zum Aufbau der Wälle und der Innenbebauung lässt sich ohne Ausgrabungen nichts aussagen. Toröffnungen waren bislang nicht ersichtlich. Neuere Vergleiche aufgrund der Digitalen Geländemodelle weisen auf mögliche Zugänge im Westen, analog des heutigen Wegzuganges und Einschnitte im Wall im Norden und Osten auf mögliche weitere Zugänge hin.
Da im Wallbereich eine Keramikscherbe aus der Eisenzeit gefunden wurde, besteht die Möglichkeit, dass eine erste Phase der Befestigung schon in dieser Periode angelegt worden sein könnte. Allerdings war dies aufgrund der fehlenden archäologischen Untersuchungen genauso unklar wie die weitere Baugeschichte. Die keramischen Lesefunde umfassen ansonsten die Zeit vom 10. bis 14. Jahrhundert.
2014 konnte durch Detektorprospektion für das LWL-Archäologie für Westfalen und weitere Funde der Nachweis geführt werden, dass die Ringwallanlage ursprünglich späteisenzeitlich gewesen ist. Ein plastisch verziertes Armringfragment mit Parallelen zu Funden auf der Wallburg Burg Borghausen (Attendorn, Kreis Olpe) sowie auf der Ringwallanlage Dünsberg in Hessen (Biebertal-Fellinghausen, Landkreis Gießen), datiert in das 3. Jahrhundert v. Chr. (Lt B2/C1) lässt die Vermutung zu, dass die ursprünglichen Zeitstellung der Erbauung der Wallanlage unter Philipp R. Hömberg korrekt war. Der Fund einer Münze, einem Blassgold-Dreiwirbelstater (Bochumer Typ Var. Roymans a) datiert in die Mitte des letzten vorchristlichen Jahrhunderts (Lt D1/2) und lässt die Deutung einer mindestens zweihundertjährigen Besiedlung in der Latènezeit zu.
Funde einer goldenen gleicharmigen Fibel und eines goldenen merowingischen, nur einseitig geprägten, Tremissis und deren metallurgische Untersuchungen führen zur Interpretation einer weiteren Besiedlungsphase im Frühmittelalter zu Ende des 7. Jahrhunderts. Die älteren Keramikfunde (Gefäßfragmente) belegen eine mögliche dritte Besiedlungswelle des Hoch- und Spätmittelalters zwischen dem 10.-14. Jahrhundert. Die rechteckigen Wallreliefs südöstlich außerhalb der Wallanlage könnten als eine mögliche Vorburg der letzten Besiedlung gesehen werden. Hier liegen aber noch keine Untersuchungen vor.
1984 wurde die eisenzeitliche Burganlage in die Denkmalliste der Stadt Meschede eingetragen werden.